# 인포뉴스
인포뉴스는 2008년 7월 Promise TV로 시작하여, 국제개발NGO들의 소식과 다큐NGO 등을 제작하는 언론사이다.

## 주요 활동
- 2008년 12월 경실련 ODA Watch 홍보영상 제작.
- 2009년      인포뉴스로 명칭변경
- 2009년      정식 인터넷신문 등록
- 2008년 ~ 2009년  세계에이즈의날 한국조직위원회 협력 언론사
- 2009년 ~ 2010년  KOCUN-IDP(유엔세계평화의날 한국조직위원회) 협력 언론사